# Antepipona frontalis
Antepipona frontalis är en stekelart som beskrevs av Giordani Soika 1982. Antepipona frontalis ingår i släktet Antepipona och familjen Eumenidae. Inga underarter finns listade i Catalogue of Life.